# Medmassa insignis
Medmassa insignis is een spinnensoort uit de familie van de loopspinnen (Corinnidae).
De wetenschappelijke naam van de soort werd in 1890 als Astratea insignis gepubliceerd door Tord Tamerlan Teodor Thorell.